# Корм

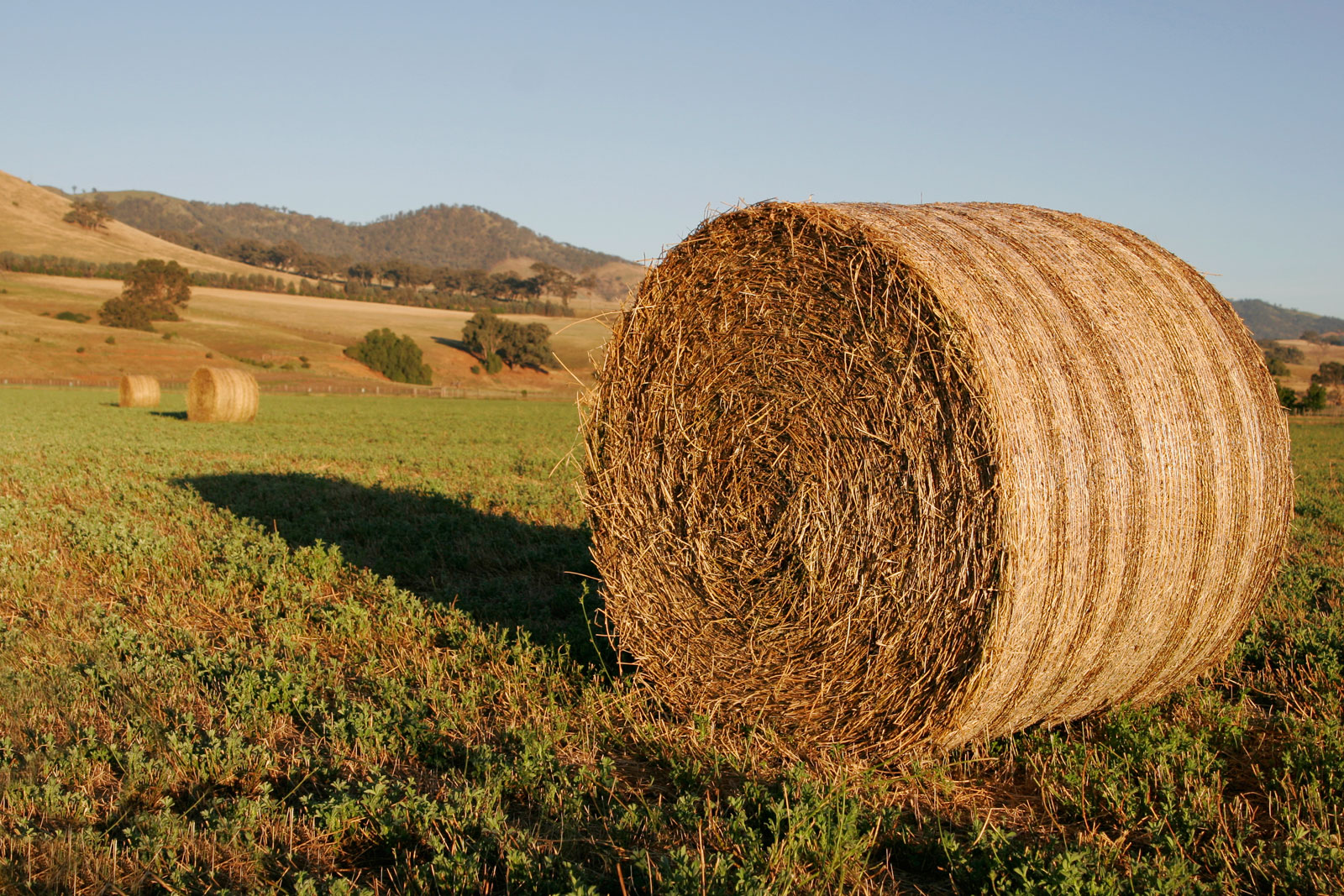
Тюк сена

Корм — заготовочные, фуражные, сырые и частично или полностью термически обработанные, консервированные и концентрированные, влажные и сухие (сыпучие, зерновые и/или гранулированные) растительные и животные (мясо, жилы, кости, требуха и пр.), живые и свежезамороженные, а также иные отдельные продукты питания, полуфабрикаты и их смеси, предназначенные для кормления домашних питомцев (декоративных и/или певчих птиц, кошек, собак, хомячков, морских свинок, хорьков, рыбок, земноводных, пресмыкающихся, насекомых), подсобных приусадебных и сельскохозяйственных животных (скота);  словообразующая лингвистическая корневая основа для многих русско-славянских слов и терминов, связанных с кормлением не только животных, но и людей (детей, больных, престарелых).

## Производство кормов

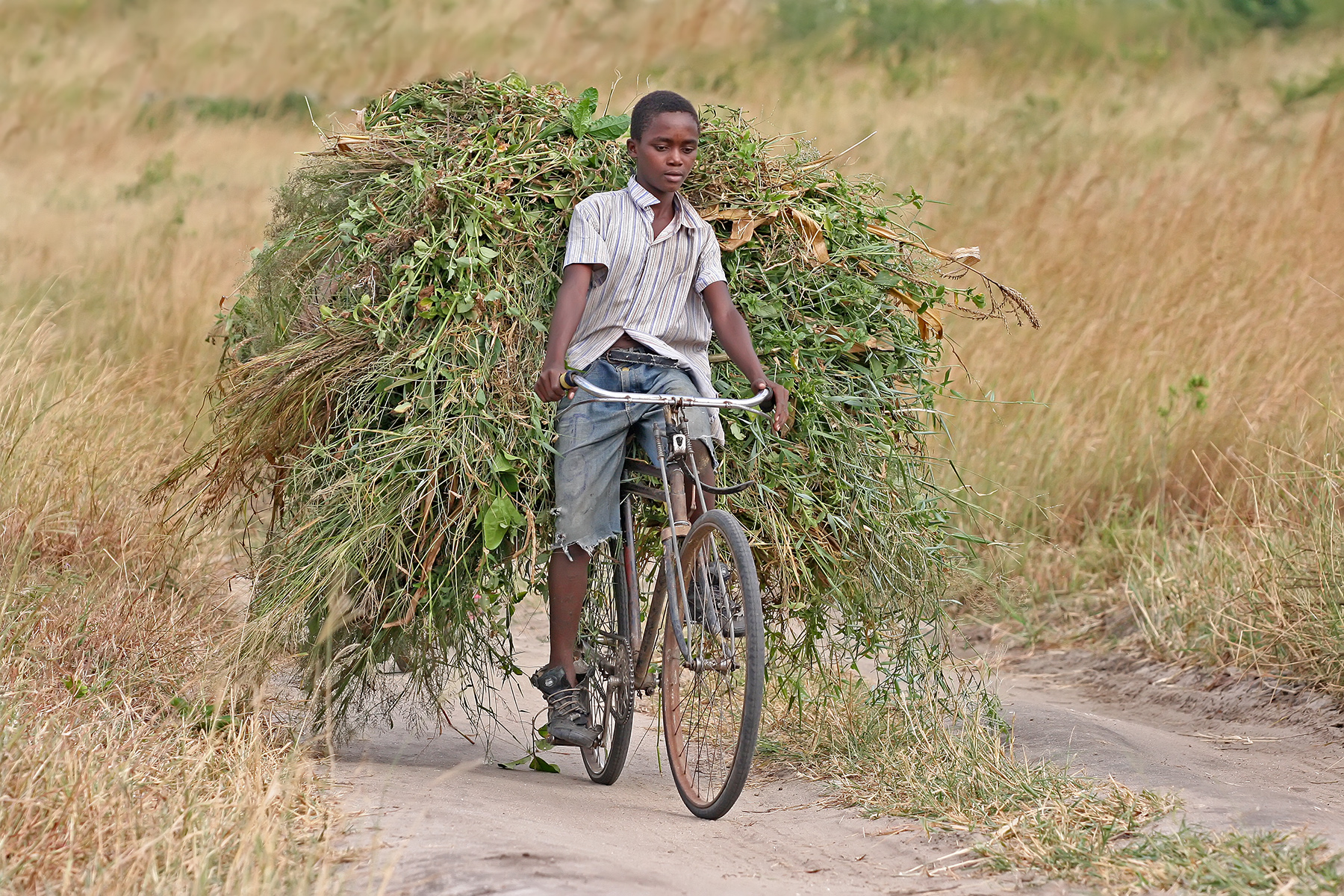
Перевозка копны сена в Танзании

Большинство кормов для сельскохозяйственных животных вырабатывают из растений, но некоторую часть производят из продуктов животного происхождения. В большинстве своём это сено, силос, солома, кормовые корнеплоды и картофель, существует огромное множество разнообразных кормовых культур, возделываемых в промышленных масштабах. Общемировое потребление кормов составляет 635 миллионов тонн (на 2006 год), ежегодные темпы роста составляют около 2 %.
Корма могут как специализированно выращиваться, так и собираться (выкашиваться на природных лугах). Заготовка кормов — важный вид работ в сельском хозяйстве. Человек начал заниматься этим с момента приручения домашних животных: лишь в очень редких случаях животные могли позаботиться о пропитании себе сами, либо могли довольствоваться остатками со стола человека (кошка, собака).
Растительный корм, предназначенный для питания сельскохозяйственных животных, выделяют в отдельную категорию — фураж.
Иногда в кормовых целях могут использоваться отходы сельского хозяйства: жмых, солома, костная, перьевая и рыбная мука. Используются также различные отходы промышленного производства — мезга, барда, жом. Корма также могут содержать дополнительные добавки и примеси, например целлюлозу.
Перечень растений, используемых в кормовых целей, достаточно обширен и достигает нескольких десятков; он сильно зависит от географии места выращивания и вида животных, которым предназначен в пищу.

## Фотогалерея

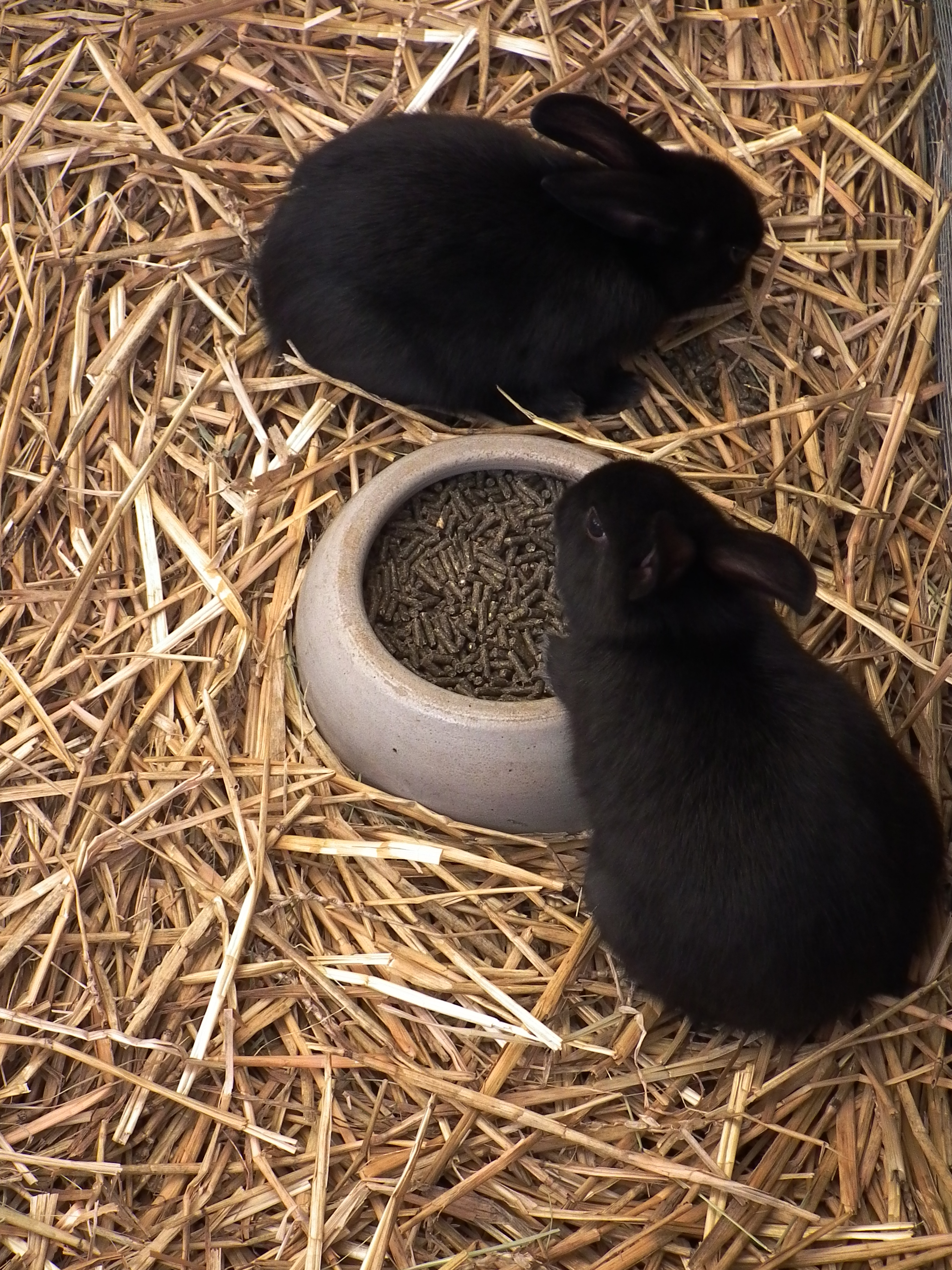
Корма для кроликов
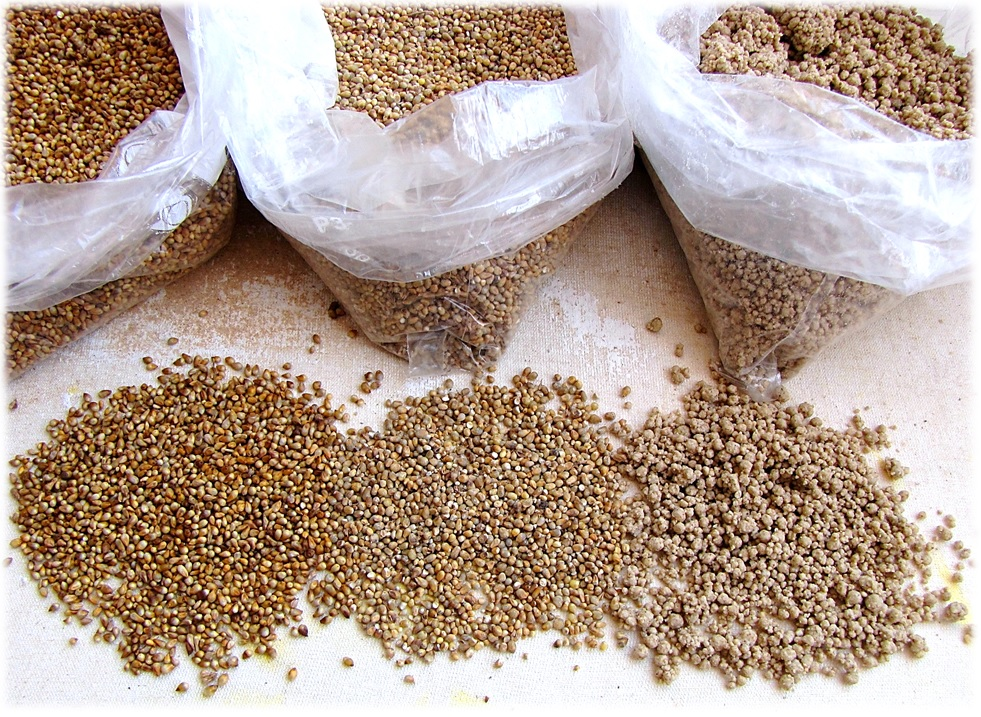
Сыпучие корма
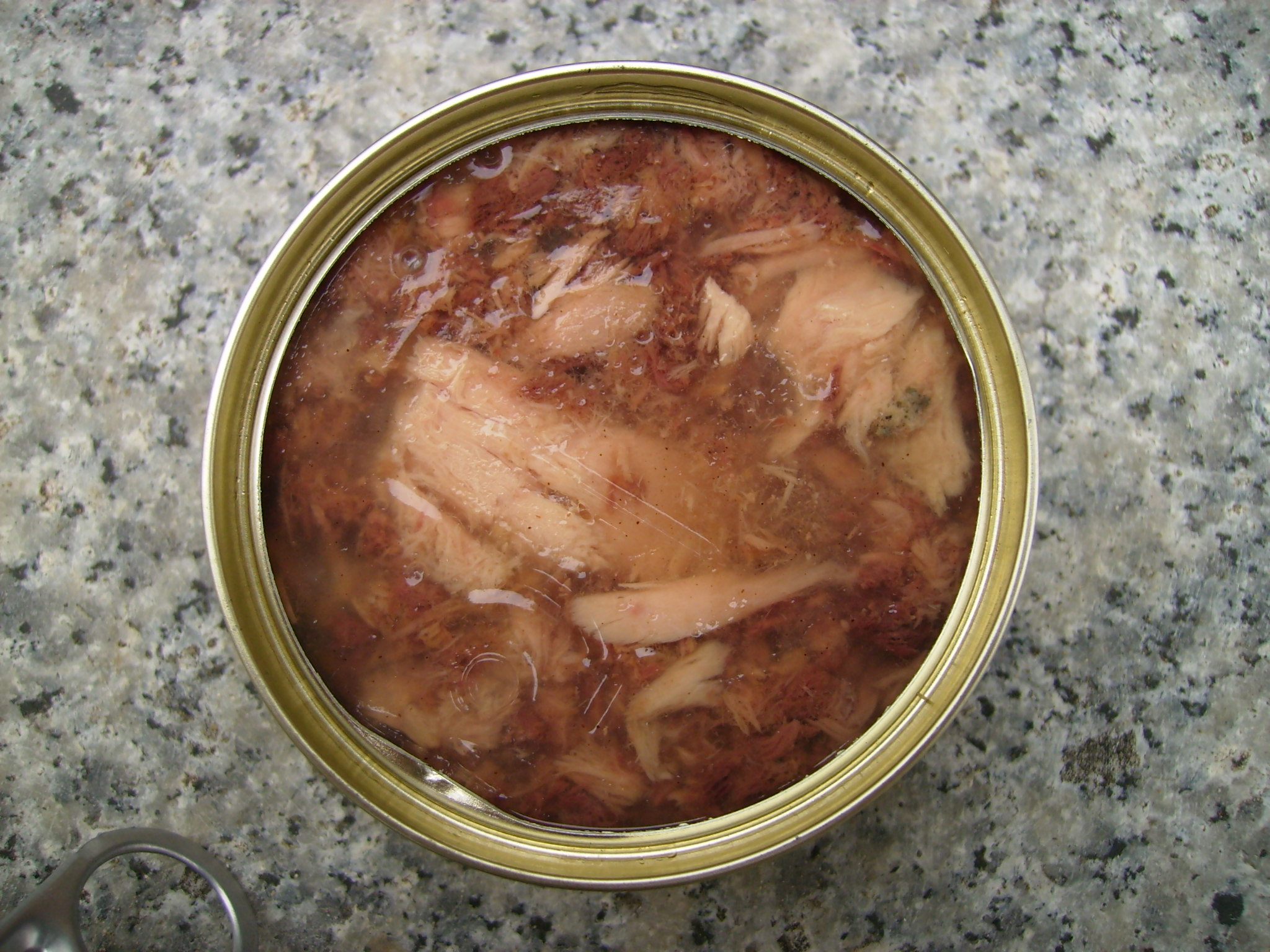
Консерва с кормом для кошек
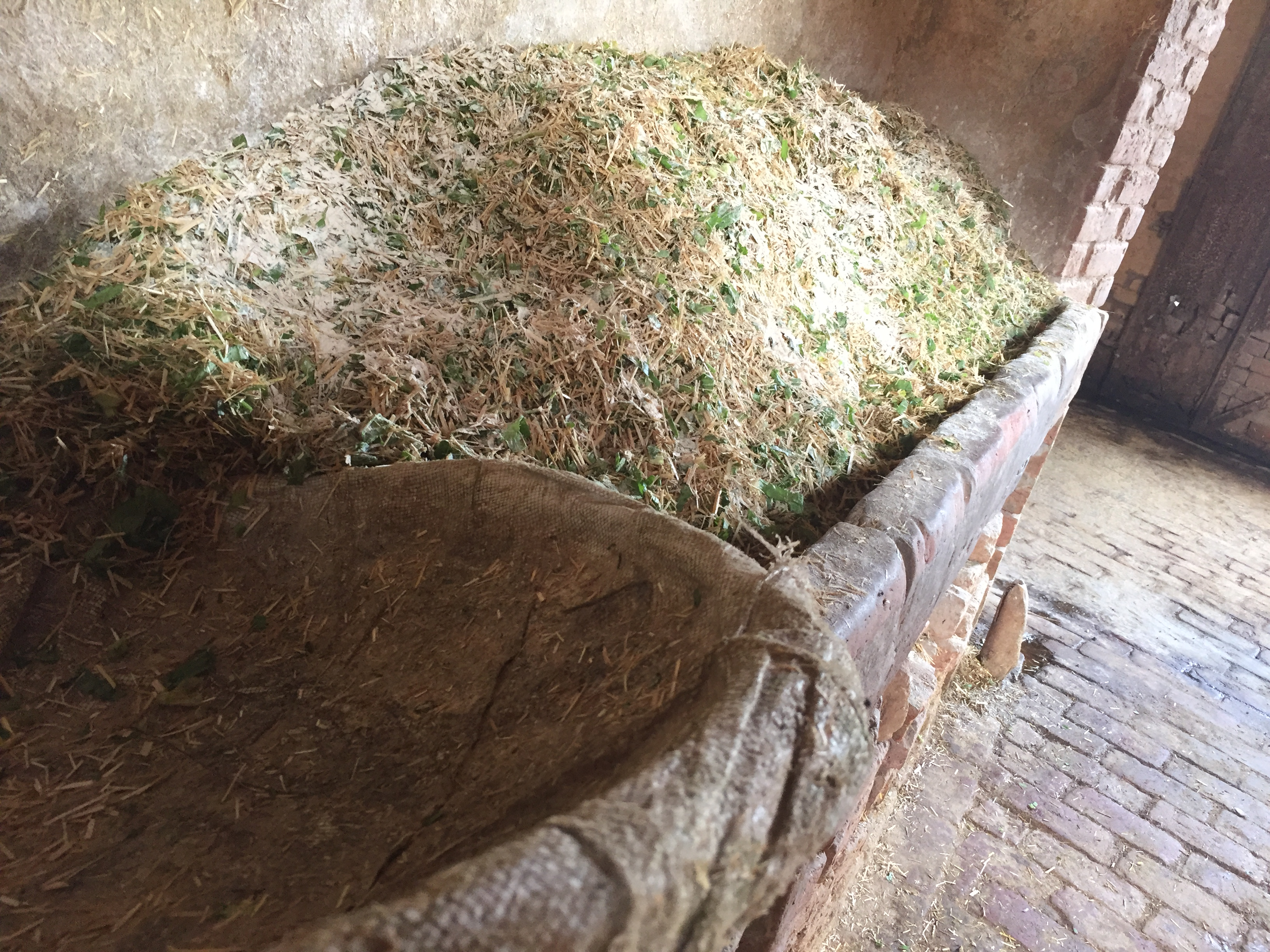
Корм для скота
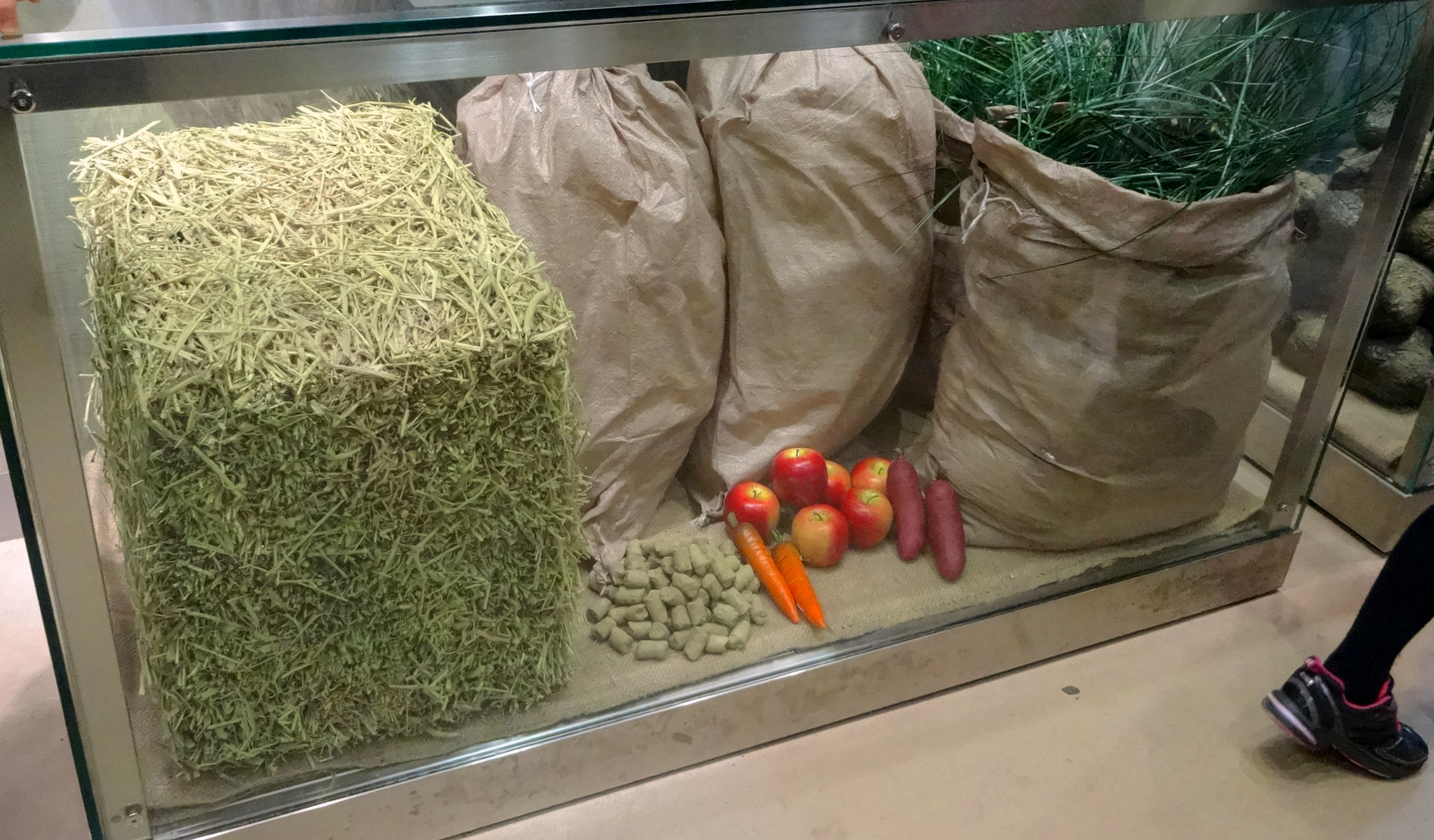
Дневная норма кормов для азиатского слона
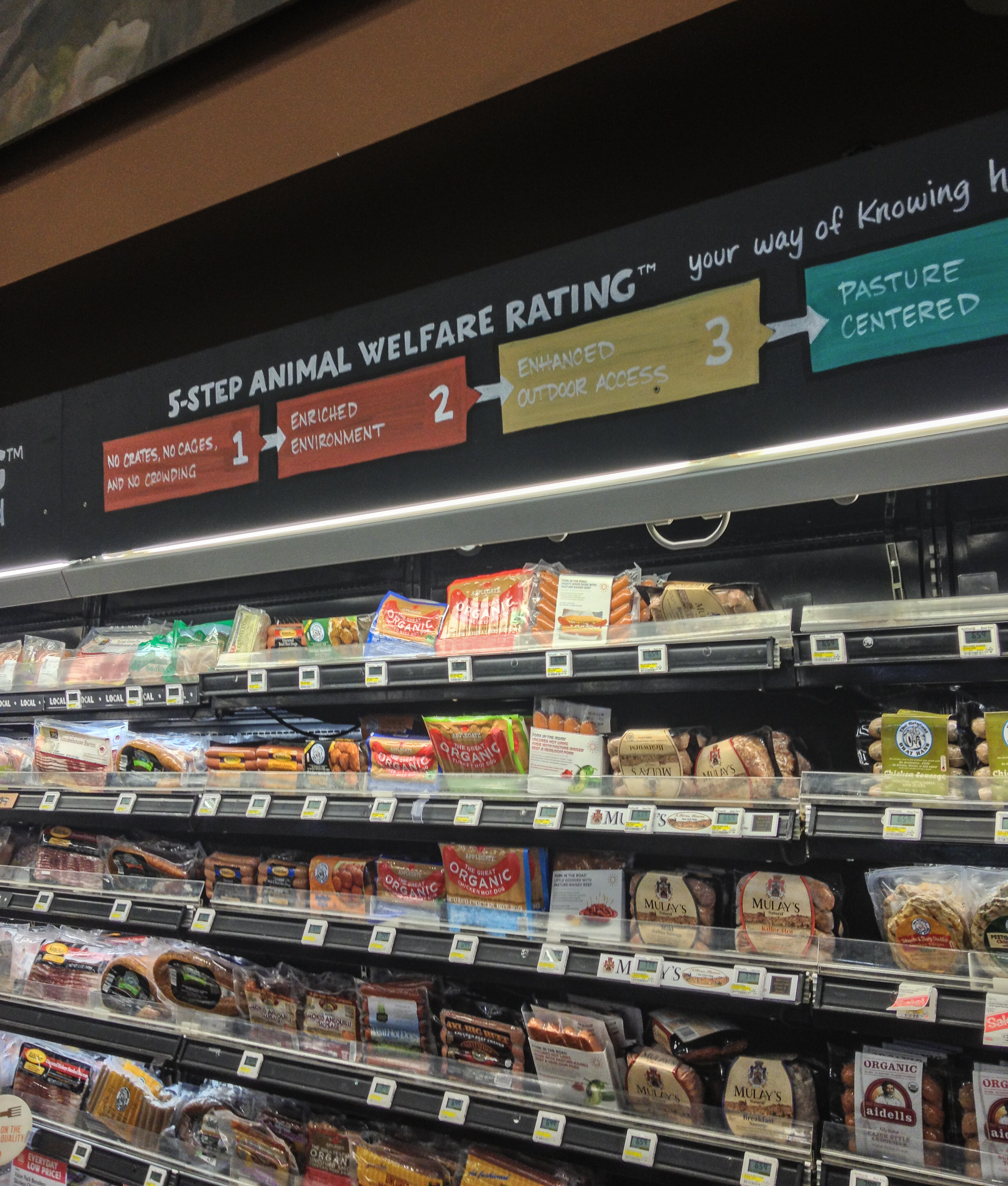
Животные корма в супермаркете
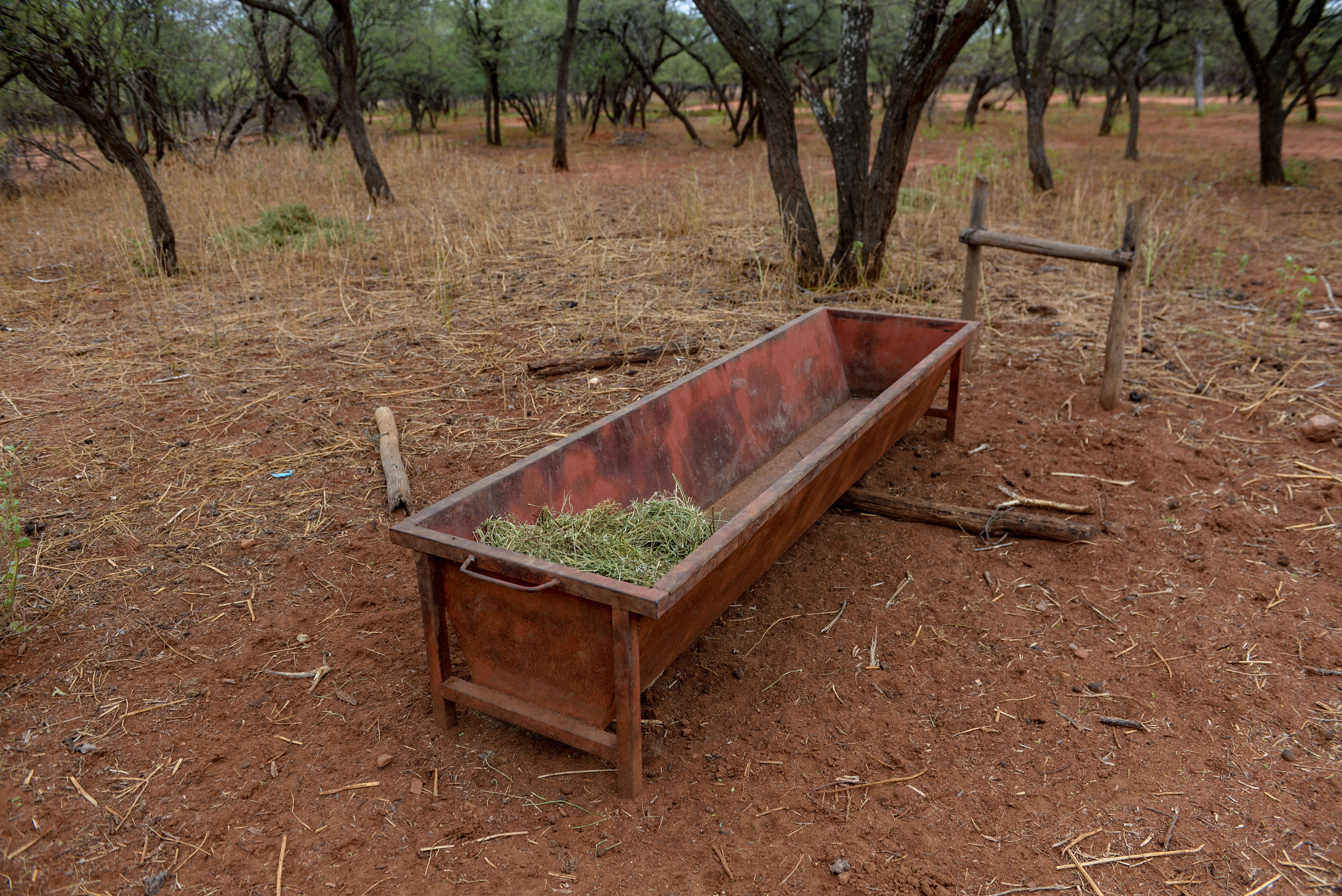
Корма в кормушке

## Ядовитыекорма
Самое известное вещество, используемое в кормах для животных, которое плохо влияет на здоровье человека — рактопамин. Имеет сложную структурную форму. Применяется для увеличения массы производимого мяса — откармливания животных для продажи. В настоящее время его использование является предметом острых международных политических дискуссий.